# Franz Ibel
Franz Ibel (* 1770 in Burgwindheim; † 7. Juli 1845 in Bamberg) war ein bayerischer Politiker. Von 1819 bis 1822 gehörte er der Kammer der Abgeordneten des Bayerischen Landtages an.
Der in Burgwindheim ansässige katholische Landwirt wurde bei den ersten Parlamentswahlen auf Basis der Verfassung von 1818 im Obermainkreis als Kandidat der Klasse V („Grundbesitzer ohne Gerichtsbarkeit“) gewählt.